# BAY 60-7550
BAY 60-7550是一种含氮有机化合物，分子式C27H32N4O4，带有一个邻苯二酚二甲醚和苯丙基结构，可用作PDE2抑制劑。